# Deutsche Rechtschreibung im 20. Jahrhundert
Die deutsche Rechtschreibung im 20. Jahrhundert wurde auf der  Orthographischen Konferenz von 1901 in Berlin festgelegt und standardisierte die deutsche Rechtschreibung des 19. Jahrhunderts. Die Regeln wurden 1902 vom damaligen deutschen Bundesrat verabschiedet; Österreich-Ungarn und die Schweiz schlossen sich ebenfalls an.
Die bis Ende des 20. Jahrhunderts fortentwickelte deutsche Rechtschreibung wurde in Westdeutschland durch den Duden seit 1955 verbindlich geregelt, der „maßgeblich in allen Zweifelsfällen“ war. Im Laufe der Zeit als übermäßig kompliziert empfundene Regelungen wurden unter anderem als Argument für die Notwendigkeit einer Rechtschreibreform angegeben, die am Ende des 20. Jahrhunderts ins Werk gesetzt wurde (siehe auch Neuerungen der deutschen Rechtschreibreform von 1996). Theodor Ickler betrachtete diese Probleme jedoch eher als Mängel in der Darstellung des Dudens und erstellte ein eigenes Wörterbuch (siehe Literatur) als eine Alternative zum Duden und zu der Regelung der Rechtschreibreform von 1996 sowie deren Überarbeitungen von 2004 und 2006.

## Bezeichnungen
In der Literatur und der öffentlichen Diskussion wird sehr häufig die Bezeichnung alte (deutsche) Rechtschreibung verwendet, besonders als gegensätzlicher Begriff zur reformierten neuen (deutschen) Rechtschreibung. Von Reformgegnern wird diese Bezeichnung jedoch häufig abgelehnt, weil
- sie zur Bezeichnung der hier beschriebenen Rechtschreibung zu ungenau sei (es gibt auch andere alte deutsche Rechtschreibungen, z. B. auch vor 1901, und die Reformvarianten von 1996–2006),
- diese Rechtschreibung auch heute noch teilweise verwendet wird und
- ein wesentlicher Bestandteil der Reform, nämlich die vermehrte Großschreibung von Nicht-Substantiven, einen staatlich verordneten Rückschritt um mehrere Jahrhunderte darstelle, die unreformierte Schreibung also tatsächlich die moderne sei.

Daher wird von einigen Reformgegnern die Verwendung des Adjektivs „alt“ als Dysphemismus empfunden, so dass verschiedene Alternativbezeichnungen verwendet werden, von denen einige die aus Sicht der Reformkritiker wahrgenommenen Vorteile der bisherigen Rechtschreibung hervorheben sollen (z. B. „bewährte (deutsche) Rechtschreibung“, „Qualitätsrechtschreibung“, „(deutsche) Einheitsrechtschreibung“ bzw. „(deutsche) Einheitsorthographie“), eine weniger negativ klingende Alternative zu „alt“ verwenden („klassische (deutsche) Rechtschreibung“, „bisherige (deutsche) Rechtschreibung“), auf den Zustand vor der Reform hinweisen („unreformierte (deutsche) Rechtschreibung“, „normale (deutsche) Rechtschreibung“) oder auch eine neutrale, korrekte Bezeichnung darstellen sollen („traditionelle (deutsche) Rechtschreibung“, „herkömmliche (deutsche) Rechtschreibung“).
Das IETF language tag (die technische Sprachkennung) dieser Rechtschreibung lautet de-1901. Diese Kennung kann beispielsweise in HTTP, HTML, XML und ähnlichen Formaten eingesetzt werden.

## Weitere Entwicklung
Zur Getrennt- und Zusammenschreibung und zur Interpunktion wurden keine Regeln formuliert, diese und weitere Regelungen wurden aber in der Folgezeit „de facto“ von der Duden-Redaktion entwickelt. Die geplante, sehr weitreichende Reform der deutschen Rechtschreibung von 1944 wurde aufgrund der Kriegswirren nicht mehr umgesetzt. 
Nach dem Zweiten Weltkrieg gab es in Leipzig und in Mannheim zwei Duden-Redaktionen (Ost- und West-Duden). Die Kultusminister der westdeutschen Bundesländer erklärten den (West‑)Duden per Beschluss vom November 1955 in allen orthographischen Zweifelsfällen für verbindlich.
Die deutsche Rechtschreibung des 20. Jahrhunderts wurde durch die Reform der deutschen Rechtschreibung von 1996 und deren Änderungen von 2004 und 2006 modifiziert und als „Neue deutsche Rechtschreibung“ bezeichnet. Die deutsche Rechtschreibung des 20. Jahrhunderts ist jedoch auch im 21. Jahrhundert noch weit verbreitet; die bis 2006 folgenden Überarbeitungen des Regelwerkes der Rechtschreibreform von 1996 näherten dieses wieder der Schreibweise des 20. Jahrhunderts an. Im Juni 2006 erschien eine neue Ausgabe des Mackensen, der die deutsche Rechtschreibung des 20. Jahrhunderts ausführlich deskriptiv darstellt. 
2017 und 2024 fanden weitere Anpassungen statt.
Ein Teil der deutschsprachigen Schriftsteller, wie beispielsweise der Literaturnobelpreisträger Günter Grass, bestanden/bestehen darauf, dass ihre Werke ausschließlich in der von ihnen bevorzugten Rechtschreibung aufgelegt werden.